# Альфатрадиол
Альфатрадиол, также известный как 17α-эстрадиол (17α-E2) представляет собой встречающийся в природе энантиомер 17β-эстрадиола (17β-E2), отличающийся по стереохимии 17-го атома углерода. Считается нефеминизирующим эстрогеном, поскольку имеет значительно сниженную аффинность связывания с рецепторами эстрогенов типа α и типа β по сравнению с 17β-E2 (соответственно 58 % и 11 % от относительной аффинности связывания 17β-эстрадиола). 17α-E2 синтезируется в головном мозге и обладает большей аффинностью связывания с рецептором ER головного мозга ER-X. Предполагается, что поскольку 17α-E2 обладает нейропротекторными свойствами, его можно будет использовать в качестве терапевтического средства от нейрокогнитивных расстройств, связанных с ВИЧ.
В опытах на животных показано, что введение 17α-E2 быстро снижает массу тела и лечит ожирение, что связано с его воздействием на рецептор ERα, приводящем к значительному улучшению уровня инсулина натощак, гликированного гемоглобина HbA1C и толерантности к глюкозе. Кроме того 17α-E2 повышает выработку инсулиноподобного фактора роста IGF1 у самцов мышей, но не влияет на выработку IGF1 у самок мышей, и очевидно поэтому продлевает жизнь самцов среднюю на 19 % и максимальную на 7 % при начале терапии с 16 месяцев, но не влияет на продолжительность жизни самок. 
При введении пожилым самцам мышей (но не у самок или кастрированных самцов) он улучшал физические показатели, уменьшая возрастную саркопению за счет повышения мышечной массы и улучшения координации движений.
Благоприятное действие 17-α эстрадиола на продолжительность жизни связывают с тем что он подавляет возрастное повышение активности сигнальных путей MAPK участвующих в процессах воспаления: сигнального пути ERK1/2, а также пути p38-MAPK. Отмечается что воздействие 17-α эстрадиола на активность передачи сигналов ERK1/2 специфичны для мужского пола, что согласуется и с его влиянием на продолжительность жизни. Кроме того 17α-эстрадиол, очевидно, защищает самцов от возрастного воспаления гипоталамуса, вызванного возрастными изменениями в активности половых гонад.
Поскольку было показано, что 17-α эстрадиол эффективен против выпадения волос, на сегодняшний день это пока его единственное медицинское применение.
Альфатрадиол входит в состав доступных медицинских и косметических препаратов для лечения аллопеции, таких как: Эль Кранель лосьон, Пантостин.

Стереохимические различия молекул 17-α эстрадиола (вверху) и 17β-эстрадиола (внизу).